# Ingrid Berg
Ingrid Berg es una deportista alemana que compitió para la RFA en judo. Ganó una medalla en el Campeonato Mundial de Judo de 1980, y cuatro medallas en el Campeonato Europeo de Judo entre los años 1977 y 1981.

## Palmarés internacional
| Campeonato Mundial | Campeonato Mundial          | Campeonato Mundial | Campeonato Mundial |
| Año                | Lugar                       | Medalla            | Categoría          |
| ------------------ | --------------------------- | ------------------ | ------------------ |
| 1980               | Nueva York (Estados Unidos) | Medalla de bronce  | –61 kg             |
| Campeonato Europeo |                             |                    |                    |
| Año                | Lugar                       | Medalla            | Categoría          |
| 1977               | Arlon (Bélgica)             | Medalla de oro     | –61 kg             |
| 1978               | Colonia (RFA)               | Medalla de oro     | –61 kg             |
| 1979               | Kerkrade (Países Bajos)     | Medalla de bronce  | –61 kg             |
| 1981               | Madrid (España)             | Medalla de bronce  | –61 kg             |